# Fútbol de talla baja
El fútbol de talla baja es una modalidad del fútbol diseñado para ser practicado por personas de talla baja afectadas por displasias óseas, afección conocida como enanismo. Las reglas del juego son similares al futsal, con algunas adaptaciones, y los partidos se disputan entre dos equipos de siete atletas. El juego está regulado por la Federación Internacional de Fútbol de Talla Baja, fundada en 2019, y las federaciones nacionales adheridas, que organizan torneos nacionales, regionales y la Copa Mundial, realizada por primera vez en 2023.

## Reglas
Las reglas del juego son sustancialmente similares al futsal, incluyendo los penales luego de acumular cinco faltas. Según el reglamento aprobado por la Federación Internacional de Fútbol de Talla Baja, el fútbol de talla baja se encuentra sujeto a las siguientes adaptaciones:
1. Atletas: La altura máxima es de hasta 1,40 metros, permitiéndose que cada equipo cuente en campo simultáneamente con dos atletas de hasta 1,49 metros. Dentro de esos límites pueden participar todas las personas afectadas por displasias óseas.
2. Equipos: Cada equipo cuenta con 7 atletas y puede tener hasta un máximo de 8 suplentes. Los reemplazos son ilimitados.
3. Cancha: Las canchas deben ser de parquet, madera, sintética o caucho. El lado mayor debe tener entre 30 y 40 metros, y el lado menor debe tener entre 16 y 20 metros. Las medidas de la cancha se encuentran dentro de los parámetros reglamentarios de las canchas de futsal regulado por la AMF y la FIFA.
4. Arcos: Los arcos tendrán una medida de 3 metros x 1,70. En caso de que no se pueda cortar, se debe colocar una tabla de madera en su parte superior para que corresponda con la altura reglamentaria.
5. Pelota: La pelota tiene una circunferencia de entre 60 y 62 cm y un peso de entre 400 y 430 gramos. Lanzado desde una altura de 2 metros, el primer rebote no debe exceder los 30 centímetros y el segundo rebote no más de 10 de centímetros. El tamaño y peso de la pelota coincide casi exactamente con la establecida para el futsal de la FIFA,[2] pero el rebote de la pelota debe ser mucho menor.[3]
6. Tiempo de juego: Dos tiempos de 20 minutos cada uno. El tiempo será corrido en los partidos de campeonato nacionales, y detenido, cuando se trate de una semifinal o final en campeonatos como Copa América o Mundial así también en triangulares y cuadrangulares.
7. Laterales y tiros de esquina: Los laterales  y los tiros de esquina se realizan con el pie.